# Tepetlán
Tepetlán là một đô thị thuộc bang Veracruz, México. Năm 2005, dân số của đô thị này là 8703 người.